# Jamnagar Airport
Jamnagar Airport är en flygplats i Indien.   Den ligger i distriktet Jāmnagar och delstaten Gujarat, i den västra delen av landet, 1 000 km sydväst om huvudstaden New Delhi. Jamnagar Airport ligger 29 meter över havet.
Terrängen runt Jamnagar Airport är mycket platt. Runt Jamnagar Airport är det tätbefolkat, med 636 invånare per kvadratkilometer. Närmaste större samhälle är Jamnagar, 5,6 km öster om Jamnagar Airport. Runt Jamnagar Airport är det i huvudsak tätbebyggt.